# Acraea vesta
Acraea vesta är en fjärilsart som beskrevs av Fabricius 1787. Acraea vesta ingår i släktet Acraea och familjen praktfjärilar. Inga underarter finns listade i Catalogue of Life.